# Station Viarmes
Station Viarmes is een spoorwegstation aan de spoorlijn Montsoult-Maffliers - Luzarches. Het ligt in de Franse gemeente Viarmes in het departement Val-d'Oise (Île-de-France).

## Geschiedenis
Het station werd op 1 mei 1880 geopend bij de opening van de spoorlijn Montsoult-Maffliers - Luzarches.

## Ligging
Het station ligt op kilometerpunt 31,466 van de spoorlijn Montsoult-Maffliers - Luzarches (nulpunt op station Paris-Nord).

## Diensten
Het station wordt aangedaan door treinen van Transilien lijn H tussen Paris-Nord en Luzarches.

## Vorig en volgend station
| Richting  | Vorig station | Lijn    | Volgend station       | Richting   |
| --------- | ------------- | ------- | --------------------- | ---------- |
| Luzarches | Seugy         | Trans H | Belloy - Saint-Martin | Paris-Nord |